# 長崎市立川原小学校
長崎市立川原小学校（ながさきしりつ かわらしょうがっこう、Nagasaki City Kawara Elementary School）は、長崎県長崎市宮崎町にある公立小学校。略称は「川原小」（かわらしょう）・「川小」（かわしょう）。

## 概要
歴史
1875年（明治8年）に開校した「第五大学区第二中学区川原小学校」を前身とする。2010年（平成22年）に創立135周年を迎えた。
学校教育目標
「温かい子ども・強い子ども・学ぶ子ども」
校章
中央に校名の「川小」の文字（縦書き）を置いている。
校歌
作詞は武田源太郎、作曲は深町一郎による。歌詞は3番まであり、各番に校名の「川原小学校」が登場する。
校区
長崎市立三和中学校校区

## 沿革
- 1875年（明治8年）
  - 3月 - 柳渓寺を仮教場として「第五大学区第二中学区川原小学校」が開校。
  - 秋 - 住吉神社に移転。
  - 冬 - 旧庄屋森一邸に移転（児童数30名）。
- 1882年（明治15年）
  - 4月 - 教育令の施行により、「公立下等川原小学校」と改称。
  - 5月 - 字中の堂の村山保邸に移転。
- 1884年（明治17年）4月 - 宮崎1885（木場郷）に分教場を設置（児童数約10名）。
- 1886年（明治19年）4月1日 - 小学校令の施行により、「簡易川原小学校」（3年制）と改称。
- 1889年（明治22年）4月1日 - 町村制の施行により、川原村立の小学校となる。
- 1893年（明治26年）
  - 3月 - 小学校令の改正により、「川原尋常小学校」（4年制）に改称。
  - 7月 - 補習科（2年制）を設置（尋常科4年修了後の児童を対象とした）。
- 1898年（明治31年）3月 - 木場分教場を廃止。
- 1904年（明治37年）
  - 5月 - 現在地に新校舎が完成。
  - 6月11日 - 新校舎に移転完了。
- 1905年（明治38年）4月 - 補習科を廃止。その代わりに修業年限4ヶ年の高等科を併置し、「川原尋常高等小学校」（尋常科4年・高等科4年）と改称。
- 1908年（明治41年）4月1日 - 小学校令の一部改正により、義務教育期間が4年から6年に延長されたため、尋常科を6年制、高等科を3年制に改正。
- 1937年（昭和12年）1月 - 2教室を増築。
- 1941年（昭和16年）4月1日 - 国民学校令の施行により、 「川原村国民学校」と改称。 尋常科を初等科に改称（初等科6年・高等科2年）。
- 1943年（昭和18年）4月 - 運動場を拡張。
- 1947年（昭和22年）4月1日 - 学制改革（六・三制の実施）が行われる。
  - 旧・川原村国民学校の初等科が改組され、「川原村立川原小学校」が発足。
  - 旧・川原村国民学校の高等科が改組され、川原村立川原中学校（新制中学校）が発足。当面の間、小学校に併設されることとなる。
- 1949年（昭和24年）4月1日 - 蚊焼中学校が統合[2]により廃止される。新設中学校[2]の校舎が完成するまでの間、川原校舎として使用を継続。
- 1950年（昭和25年）6月 - 新設中学校[2]の校舎が為石地区に完成し、中学校による川原校舎の使用が終了。併設を解消。
- 1955年（昭和30年）2月11日 - 蚊焼村・川原村・為石村の3村合併で三和町が発足したことにより、「三和町立川原小学校」と改称。
- 1961年（昭和36年）
  - 2月 - 運動場を拡張。
  - 4月 - 新校舎を増築。
- 1962年（昭和37年）10月 - ミルク補食給食を開始。
- 1968年（昭和43年）5月 - 完全給食を実施。
- 1969年（昭和44年）9月 - 運動場を拡張。
- 1974年（昭和49年）3月 - 体育館が完成。
- 1976年（昭和51年）3月 - 新校舎が完成。
- 1982年（昭和57年）
  - 3月 - 鉄筋コンクリート造3階建ての校舎が完成。
  - 6月 - アスレチック遊具が完成。
- 1983年（昭和58年）10月 - 運動場に夜間照明を設置。
- 1984年（昭和59年）12月 - 川原交通少年団を結成。
- 1989年（平成元年）7月 - プールが完成。
- 2005年（平成17年）1月4日 - 三和町が長崎市に編入されたことにより、「長崎市立川原小学校」（現校名）に改称。

## アクセス
最寄りのバス停
- 長崎自動車（長崎バス）「川原公園前」バス停 - みらい長崎ココウォーク・長崎駅方面から30番「川原」「川原木場公民館」「川原岬木場」行きのバスに乗車。

最寄りの道路
- 国道499号
- 長崎県道34号野母崎宿線

## 周辺
- 川原大池・川原大池公園
- 川原海水浴場